# Maria Gioia Tavoni
Maria Gioia Tavoni (Bologna, 31 maggio 1939 – Bologna, 26 febbraio 2025) è stata una bibliografa italiana.

## Biografia
Laureatasi in archivistica presso l'Università di Bologna, dapprima libraia presso la storica libreria Zanichelli di Bologna, ha diretto, dopo aver vinto il concorso pubblico bandito dal Comune, la Biblioteca Comunale Manfrediana di Faenza dal 1973 al 1982. Nell'anno accademico 1983/84 è divenuta professore associato all'Università di Pisa. Nel 1987/88 ha ottenuto il trasferimento presso l'Università di Bologna dove nel 2001 è stata inquadrata come professore ordinario. Membro del Collegio dei docenti del dottorato in Italianistica di Bologna e di quello in Scienze librarie e documentarie della Sapienza di Roma, ha tenuto numerose lezioni nell'ambito di altri dottorati.  Ha collaborato con Umberto Eco al Master in editoria cartacea e multimediale della Scuola Superiore di Studi Umanistici di Bologna insegnando Storia del libro. Nel 2006 ha promosso, presso il Dipartimento di Italianistica dell'Università di Bologna, la costituzione del CERB, Centro di Ricerca Bibliografica, per lo sviluppo degli studi del settore. Ha fondato e diretto insieme con Marco Santoro la rivista «Paratesto» e, insieme a Paolo Tinti e Paola Vecchi, la rivista a stampa e on line «TECA. Testimonianze, Editoria, Cultura, Arte». Socia della Associazione italiana biblioteche; della Deputazione di storia patria per le province di Romagna, della Società Torricelliana di Faenza e della Società italiana di studi sul secolo XVIII; accademica della Accademia Pascoliana di San Mauro, nonché membro del Centro Studi Muratoriani di Modena. È stata membro della società spagnola SEMYR, della Society for Eighteenth-Century Studies della Renaissance Society of America.
Studiosa prevalentemente di storia dell'editoria, ha iniziato la sua ricerca pubblicando saggi di storia medievale e archivistica, disciplina nella quale si è laureata. Successivamente si è concentrata su studi di bibliografia e biblioteconomia con interventi di politica bibliotecaria e sulla storia del libro, divenendo il Settecento il suo specifico campo di indagine. Ha poi esteso i suoi interessi ai primi decenni della stampa, alla bibliologia incunabolistica e all'editoria otto-novecentesca, affrontando tra l'altro i rapporti fra grandi autori della letteratura italiana, come Leopardi, Carducci e Pascoli, e i loro editori e stampatori. Le sue ricerche hanno preso spesso avvio dall'esame delle fonti documentali, puntigliosamente edite in molti suoi lavori, per fornire una più circostanziata interpretazione dei fenomeni e degli argomenti trattati.
Da impegnativi saggi, quali La «Libraria» Zauli Naldi. Repertorio delle opere è giunta a monografie complesse quali Il banco del libraio e lo scaffale del giurista. Carlo Trenti nella Bologna di fine Settecento. e Precarietà e fortuna nei mestieri del libro privilegiando oltre alle fonti bibliografiche quelle archivistiche, oggetto della curatela del volume di Albano Sorbelli, Corpus chartarum Italiae ad rem typographicam pertinentium ab arte inventa ad ann. 1550. 1: Bologna. Nel 2009 è uscito Circumnavigare il testo: gli indici in età moderna. Successivamente con Paolo Tinti, ha pubblicato Pascoli e gli editori, volume che ha ottenuto il Fiorino d'oro al premio Firenze XXX edizione per il miglior saggio pubblicato nel 2012; con Alberto Beltramo, I mestieri del libro nella Bologna del Settecento; con Barbara Sghiavetta ha edito Guida per bibliofili affamati; con Alessandro Corubolo ha pubblicato Torchi e stampa al seguito, segnalazione d’onore per la saggistica al premio Firenze XXXV edizione, 2017 e volume uscito in traduzione presso la Casa editrice argentina Ampersand nella collana diretta da Antonio Castillo Gómez.
Un nuovo campo di ricerca l'ha vista impegnata nello studio del libro d'artista in varie sue fenomenologie e con diverse finalità. Fra i contributi che le hanno permesso di coniugare arte e libro Riproporre il 'silenzio' per le Contemplazioni di Arturo Martini.
L'8 marzo 2025 le è stata conferita la cittadinanza onoraria alla memoria del Comune di Pieve di Cento (BO).

## Opere principali
- Maria Gioia Tavoni, Il banco del libraio e lo scaffale del giurista. Carlo Trenti nella Bologna di fine Settecento, prefazione di Andrea Padovani, Bologna, Pàtron, 1993.
- Maria Gioia Tavoni, Precarietà e fortuna nei mestieri del libro, Bologna, Pàtron, 2001.
- Albano Sorbelli, Corpus chartarum Italiae ad rem typographicam pertinentium ab arte inventa ad ann. 1550. 1: Bologna, a cura di Maria Gioia Tavoni, con la collaborazione di Federica Rossi e Paolo Temeroli, premessa di Anna Maria Giorgetti Vichi, Roma, Istituto poligrafico e Zecca dello Stato, Libreria dello Stato, 2004.
- Maria Gioia Tavoni, Percorsi minimi. Biblioteche pubbliche e private in età moderna, Bologna, Pàtron, 2006.
- Maria Gioia Tavoni, Circumnavigare il testo: gli indici in età moderna, Napoli, Liguori, 2009.
- Maria Gioia Tavoni e Paolo Tinti, Pascoli e gli editori, Bologna, Pàtron, 2012.
- Alberto Beltramo e Maria Gioia Tavoni, I mestieri del libro nella Bologna del Settecento, Sala bolognese, Forni, 2013.
- Barbara Sghiavetta e Maria Gioia Tavoni, Guida per bibliofili affamati, Bologna, Pendragon, 2014.
- Alessandro Corubolo e Maria Gioia Tavoni, Torchi e stampa al seguito, Bologna, Pendragon, 2016.
- Maria Gioia Tavoni, Riproporre il 'silenzio' per le Contemplazioni di Arturo Martini, Faenza, Fratelli Lega, 2017.